# Xanthochroa wadai
Xanthochroa wadai — вид жуков-узкокрылок.

## Распространение
Распространён в Японии на островах Хонсю, Сикоку и Кюсю.

## Описание
Жук в длину достигает 16—18 мм. Лапки почти тёмно-коричневые. Усики, частично переднеспинка и брюшко тёмно-коричневые. Голова рыжая.